# Niels Brocks Gade
Niels Brocks Gade er en gade i Indre By (København), der strækker sig mellem H.C. Andersens Boulevard og Mitchellsgade/Polititorvet. Den er opkaldt efter handelsmanden Niels Brock (1731-1802).

## Markante bygninger
- På gadens nordlige side ud mod H.C. Andersens Boulevard findes Glyptoteket.
- På hjørnet lige overfor Glyptoteket, findes en bygning tegnet i 1903 af arkitekt Martin Borch, som indtil 2008 husede Det Kongelige Danske Musikkonservatorium og nu er ombygget til hotellet Nobis Hotel Copenhagen (en).
- På gadens sydlige side, i den anden ende findes Københavns Politigård.
- Modsat Politigården har Cabinn Hotels en bygning.